# Никола Станкович (футболіст, 2003)
Никола Станкович (серб. Никола Станковић / Nikola Stanković, нар. 24 квітня 2003, Врнячка-Баня) — сербський футболіст, півзахисник клубу «Црвена Звезда» та молодіжної збірної Сербії.
Виступав також за клуби «Црвена Звезда» та «Чукарички».

## Клубна кар'єра
Народився 24 квітня 2003 року в місті Врняа-Баня.
У дорослому футболі дебютував 2020 року виступами за команду «Графичар» (Белград), у якій провів два сезони, взявши участь у 34 матчах чемпіонату. 
Своєю грою за цю команду привернув увагу представників тренерського штабу клубу «Црвена Звезда», до складу якого приєднався 2022 року. Відіграв за белградську команду наступний сезон своєї ігрової кар'єри.
Протягом 2023 року захищав кольори клубу «Напредак» (Крушевац).
У 2023 році уклав контракт з клубом «Чукарички», у складі якого провів наступні два роки своєї кар'єри гравця. Більшість часу, проведеного у складі «Чукаричок», був основним гравцем команди.
До складу клубу «Црвена Звезда» приєднався 2025 року. 

## Виступи за збірні
У 2018 році дебютував у складі юнацької збірної Сербії (U-16), загалом на юнацькому рівні взяв участь у 26 іграх, відзначившись 2 забитими голами.
З 2022 року залучався до складу молодіжної збірної Сербії. На молодіжному рівні зіграв у 8 офіційних матчах.